# Ключи (Алтынай)
Ключи — упразднённый населённый пункт, вошедший в 1943 году в состав рабочего посёлка Алтынай Свердловской области РСФСР. Ныне улица Ключевая в посёлке сельского типа Алтынай муниципального образования «Городской округ Сухой Лог» Свердловской области России.

## География
Бывший посёлок Ключи (улица Ключевая) расположен возле реки Ирбит.

## История
В 1847 году в районе село Ирбито-Вершины открыто месторождение коксующегося угля (антрацита), тогда же началась его добыча.
В 1914 году к западу от посёлка построена станция Антрацит (ныне Алтынай) железнодорожной ветки Богданович-Егоршино.
Указом Президиума Верховного Совета РСФСР от 20 августа 1943 года посёлки при шахтах Ключи, № 5, железнодорожная станция Алтынай и населённый пункт Ёлкино включены в образованный рабочий посёлок Алтынай (бывшее село Ирбитские Вершины).

## Инфраструктура
Основой экономики жителей посёлка была добыча каменного угля.